# 一個幻覺的未來
《一个幻覺的未来》（德語：Die Zukunft einer Illusion，又译幻象之未来）是奧地利精神分析學家西格蒙德·弗洛伊德的一本著作，在1927年首次出版。佛洛伊德在書中探討了宗教的起源、發展及未來，並從精神分析學的角度分析宗教，把它視爲一種錯誤的信念體系。
佛洛伊德説，宗教建基於人類的無助。無助使人如嬰兒般渴望父親的保護，而這個願望就透過宗教來實現。從這個意義上說，宗教是一種幻想：實現願望的幻想。現代以來，科學的進步使人们意識到人类自身的重要性，从而導致宗教的衰落，對此佛洛伊德歡迎這種發展。

## 概要
弗洛伊德將宗教視為一種幻覺，它“也許是一個文明中最重要的精神項目”。宗教就是關於外界和內部實境的事實和條件的某些教義、斷言；宗教告訴一個人他未有發現的東西，並藉此聲稱人們應該對宗教予以信任；宗教爲“大自然的壓倒性優勢”和“導致人痛苦的文明的缺陷”提供了抗辯的理由。佛洛伊德認爲，宗教觀念是通過三種方式傳播並獲得人的信任。“首先，因爲祖先已經相信了它；其次，因爲一些遠古時代流傳下來的證據這樣説；再者，就是因爲大衆被禁止質疑宗敎的真實性。”從心理學上來説，佛洛伊德認爲這些信念反映了人類希望實現願望的現象，其中宗教就“實現了人類最古老，最強大和最緊迫的願望”（第6章38頁）。
其中一些願望包括：想緊隨父親不放；想賦予塵世的人新生命，延續其存在；以及想人的靈魂得到永生。弗洛伊德列出了一些科學理念，説明了幻象和謬誤之別，例如“亞里士多德認為害蟲是從糞便中發展出來的”（第39頁）乃一謬誤；但“某些民族主義者斷言只有印德族能夠發展文明”，就只是一種幻想，牽涉的是個人願望。他明確地提出，“幻覺的特徵是它們源自人類的願望。” （第39頁）。弗洛伊德強調人若要進入成熟期，必須脫離此結構。弗洛伊德對潛意識的處理，則偏向无神论。

### 腳註
1. ↑  Freud 1961，第14頁
2. ↑  Freud 1961，第21頁
3. ↑  Freud 1961，第31頁
4. ↑  Gay, Peter. Freud: A life for our time (New York: Norton, 1998) p. 535 ISBN 0-393-31826-5
5. ↑  Jung, Carl. Symbols of Transformation: An Analysis of the Prelude to a Case of Schizophrenia. Princeton University Press, 1990, p. xxiii.
6. ↑  Journal of the American Academy of Religion 1978 XLVI(3):351-368; doi:10.1093/jaarel/XLVI.3.351